# سس پیکاپپا

بطری سس پیکاپپا، با لوگوی پرنده و فلفل تند

سس پیکاپپا, که به عنوان کچاپ جامائیکایی نیز شناخته می‌شود، یک برند چاشنی جامائیکایی است که محصول اصلی شرکت پیکاپپا است که در سال ۱۹۲۱ تأسیس شد. این سس در شوترز هیل، جامائیکا، در نزدیکی ماندویل تولید می‌شود. مواد تشکیل‌دهنده (به ترتیب در برچسب محصول) شامل سرکه نیشکر، شکر، گوجه‌فرنگی، پیاز، کشمش، نمک دریا، زنجبیل، فلفل، سیر، میخک، فلفل سیاه، آویشن، انبه و پوست پرتقال است که ترکیب آنها در بشکه‌های بلوط کهنه شده‌اند. این سس طعمی شیرین، ترش و کمی تند دارد. این شرکت چندین نوع مختلف از سس، از جمله انواع انبه و فلفل دلمه ای اسکاتلندی فوق‌العاده تند را تولید می‌کند.
یکی از استفاده‌های سنتی از این سس، ریختن آن بر روی یک تکه پنیر خامه‌ای است که بر روی کراکرها پخش می‌شود.
یکی از طرفداران پروپاقرص سس پیکاپپا، سوپرمدل نائومی کمپبل است که یک بطری از آن را با خود حمل می‌کند.

## پیوند به
- وبگاه رسمی